# Estación de Paialvo
La Estación Ferroviaria de Paialvo es una estación de la línea del Norte perteneciente a la red de convoyes regionales de la CP. Se encuentra en el PK 120,68 de la localidad de Porto da Lage.
En la actualidad cuenta con servicios regionales dentro de la línea del Norte.
- Datos: Q8841403
- Multimedia: Paialvo Train Station / Q8841403